# المرامية
المرامية، قرية من قرى محافظة العيص، والتابعة لمنطقة المدينة المنورة في السعودية. تبعد عن المدينة المنورة 220 كم وعن ينبع 260 كم وتضم لها عدة هجر.